# Subanua flavociliata
Subanua flavociliata là một loài bướm đêm trong họ Noctuidae.